# リアム・ムーア
リアム・ムーア（Liam Moore 、1993年1月31日 - ）は、イングランド・ラフバラー出身のプロサッカー選手。ポジションはDF。

## 経歴

### クラブ
出身地にほど近いレスター・シティFCのアカデミーでプレーを始めた。2010-11シーズンにはリザーブチームでキャプテンを務め、FAユースカップ準々決勝進出を果たした。
トップチーム昇格後すぐにレンタルに出され、復帰後の2012年1月に開催されたクリスタル・パレスFC戦でトップチームデビュー。2012–13シーズンからレギュラーに定着し、翌シーズンにはチャンピオンシップ優勝とプレミアリーグ昇格に大きく貢献、その活躍からアーセナルFCやマンチェスター・ユナイテッドFCからの関心が伝えられるようになった。しかしクラブがプレミアリーグに参戦した2014-15シーズン以降は出番を失い、チャンピオンシップのクラブへのレンタルを繰り返した。
2016年8月、レディングFCが完全移籍で獲得したことを発表。
2022年1月31日、ストーク・シティFCへ2021-22シーズン終了までのレンタル移籍で加入した。

### 代表
ユース年代のイングランド代表歴がある。ジャマイカにルーツを持つため、サッカージャマイカ代表を選択することも可能。
2021年3月、ジャマイカ代表に選出された。3月25日のアメリカ代表戦で代表初出場を果たした。

## タイトル
レスター・シティ
- フットボールリーグ・チャンピオンシップ: 2013–14[11]